# Bidovčeva jama
Bidovčeva jama este o arie protejată (arie specială de conservare — SAC, sit de importanță comunitară — SCI) din Slovenia întinsă pe o suprafață de 153,61 ha, integral pe uscat.

## Localizare
Centrul sitului Bidovčeva jama este situat la coordonatele 46°16′01″N 14°15′49″E / 46.2669°N 14.2635°E.

## Înființare
Situl Bidovčeva jama a fost declarat sit de importanță comunitară în aprilie 2004 pentru a proteja 1 specie de animale. Situl a fost protejat și ca arie specială de conservare în februarie 2012.

## Biodiversitate
Situată în ecoregiunea continentală, aria protejată conține 1 habitat natural: Peșteri inaccesibile publicului.
La baza desemnării sitului se află o specie protejată de  mamifere: liliacul mic cu potcoavă (Rhinolophus hipposideros).